# Schiltern (Gemeinde Seebenstein)
Schiltern ist eine Ortschaft und eine Katastralgemeinde der Gemeinde Seebenstein im Bezirk Neunkirchen in Niederösterreich.

## Geografie
Das Dorf östlich von Seebenstein liegt an der Pitten Durch den Ort führt die Landesstraße L141, von der im Zentrum die L4140 abzweigt.

## Geschichte
Laut Adressbuch von Österreich waren im Jahr 1938 in Schiltern ein Gastwirt, zwei Gemischtwarenhändler, ein Landesproduktehändler, ein Schneider, ein Schuster und einige Landwirte ansässig.